# Павлючки
Павлючки́ — село в Україні,  у Садівській сільській громаді Сумського району Сумської області. Населення становить 20 осіб. До 2020 орган місцевого самоврядування — Великовільмівська сільська рада.

## Населення

### Мова
Розподіл населення за рідною мовою за даними перепису 2001 року:
| Мова       | Кількість | Відсоток |
| ---------- | --------- | -------- |
| українська | 18        | 90%      |
| російська  | 2         | 10%      |
| Усього     | 20        | 100%     |

## Географія
Село Павлючки знаходиться між річками Сухоносівка і Стрілка. На відстані в 1 км від села розташовані села Великі Вільми і Шапошникове, за 1,5 км - села Никонці і Великий Яр. Поруч проходить автомобільна дорога Н07.

## Історія
12 червня 2020 року, відповідно до Розпорядження Кабінету Міністрів України № 723-р «Про визначення адміністративних центрів та затвердження територій територіальних громад Сумської області» увійшло до складу Садівської сільської громади.
19 липня 2020 року, в результаті адміністративно-територіальної реформи та ліквідації Сумського району(1923—2020), село увійшло до складу новоутвореного Сумського району.